# Ah ! quel malheur d'avoir un gendre
Pour plus de détails, voir Fiche technique et Distribution.
Ah ! quel malheur d'avoir un gendre est un film muet français d'un réalisateur inconnu, sorti en 1907.
Ce court métrage a pour vedette, l'acteur français Max Linder qui réalisera un remake en 1911 sous le titre Max et sa belle-mère. 

## Synopsis
Un couple reçoit une lettre indiquant la venue de la belle-mère en visite. Or le gendre déteste sa belle-mère. Il décide de demander l'aide de ses domestiques pour lui rendre le séjour impossible, qu'elle parte sans demander son reste.

## Fiche technique
- Titre : Ah ! quel malheur d'avoir un gendre
- Réalisation : réalisateur inconnu
- Société de production : Pathé Frères
- Pays d'origine :  France
- Langue : film muet avec les intertitres en français
- Métrage : 125 mètres
- Format : Noir et blanc — Couleur — 35 mm — 1,33:1 — Muet
- Genre : Comédie
- Durée : 4 minutes 20 secondes
- Dates de sortie :
  - France : 5 avril 1907 au cinéma Le Scala à Lyon.

## Distribution
- Max Linder : Le gendre